# 蒙登 (堪薩斯州)
蒙登（英語：Munden）是一個位於美國堪薩斯州里帕布利克縣的城市。

## 地方資料
根據2020年美國人口普查的數據，蒙登的面積為0.48平方千米，當中陸地面積為0.48平方千米，而水域面積為0.00平方千米。當地共有人口96人，而人口密度為每平方千米200人。